# Shewa
Shewa o Shoa es una antigua provincia etíope ubicada en el centro del país, entre los años 1942 y 1995 constituía una de las 14 provincias de Etiopía, de acuerdo a la organización administrativa vigente de la época. La capital de la provincia era la ciudad de Adís Abeba.
Con la adopción de la nueva constitución en 1995, el territorio de la provincia fue dividido entre las regiones de Amara, Oromía y la ciudad con estatus especial de Adís Abeba.

## Awrajas
La provincia estaba dividida en 11 awrajas (distritos).
- Cheba y Gurage
- Haykoch y Butajira
- Jibat y Mecha
- Kembata y Hadiya
- Menagesha
- Menz y Gishé
- Merhabété
- Selalé
- Tegoulet y Boulga
- Yerer y Kereyu
- Yifat y Timuga